# Stratigraphisches Großdiorama im Paulikloster

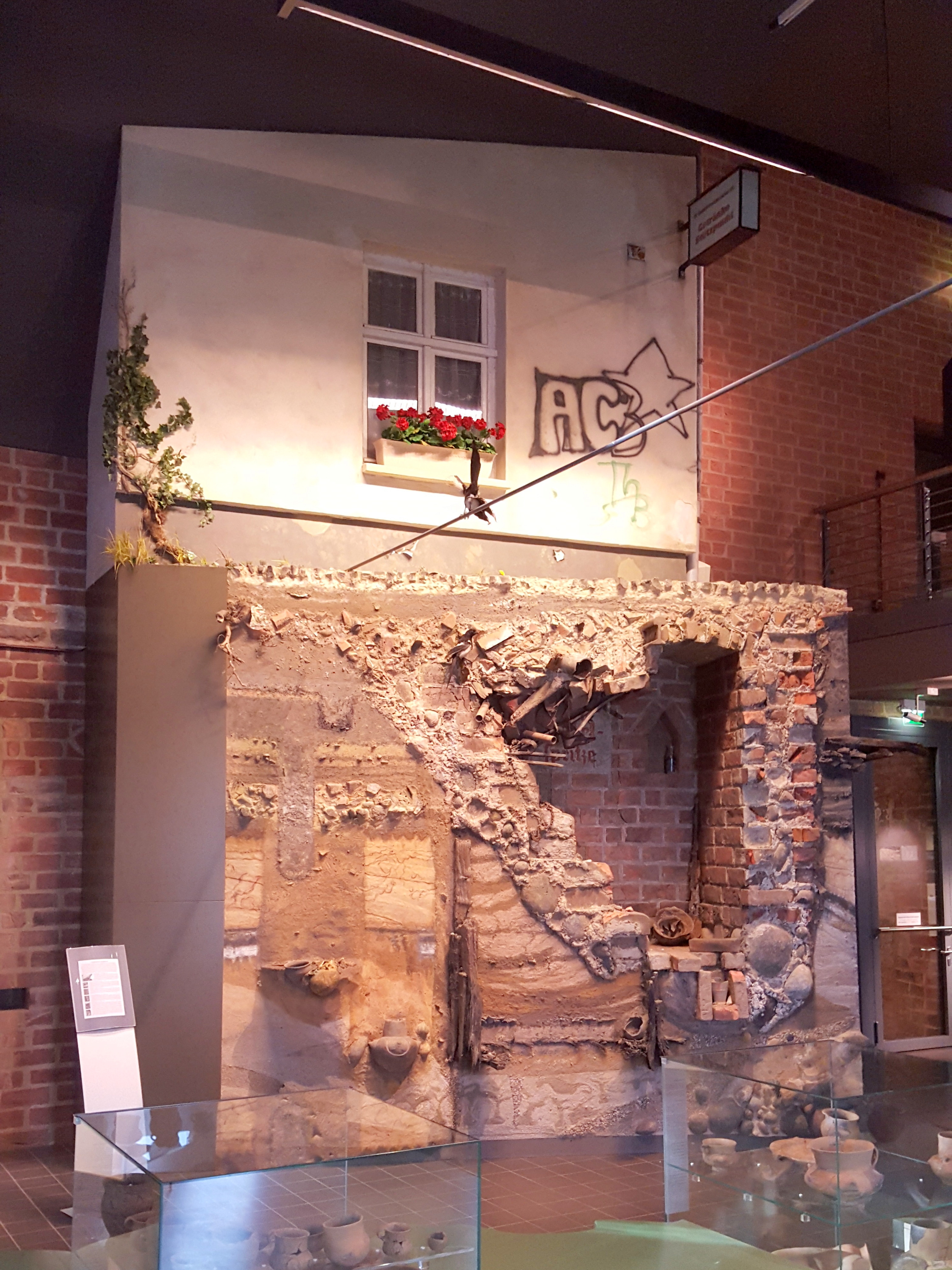
Blick auf das Stratigraphische Großdiorama, auch Stratorama genannt

Das Stratigraphische Großdiorama im Paulikloster (abgekürzt Stratorama) ist ein Ausstellungsstück im Archäologischen Landesmuseum Brandenburg in Brandenburg an der Havel und thematisiert in Form eines Dioramas den Aufbau eines archäologischen Grabungsschnittes mit den verschiedenen Strata (Kulturschichten). In der Darstellung der Schichten ähnelt es grob dem Aufbau eines Lackprofils. Diese Art der Darstellung soll dem Betrachter anschaulich den Zusammenhang zwischen den einzelnen Ablagerungsschichten mit ihren charakteristischen archäologischen Funden und ihrer zeitlicher Einordnung vermitteln. Das Modell führt den Betrachter von der Gegenwart in Form der Häuserkulissen hinab über die verschiedenen Epochen bis in die letzte Eiszeit.

## Beschreibung
Das Stratorma ist in folgende Schichten gegliedert:

### Die letzte Eiszeit
(ca. 115000 bis 9600 v. Chr.)
Intakte Kulturschichten sind erst nach dem letzten eiszeitlichen Gletschervorstoß nachweisbar, da das Eis und die darin transportierten Geröllmassen, die als Endmoränen abgelagert sind, ältere Spuren menschlicher Besiedlung zerstört haben. Erhalten geblieben sind nur wenige Funde aus der Zeit vor und während der Eiszeit, wie Fossilien oder Steinwerkzeuge. Beispielhaft steht dafür im Großdiorama ein Schädelfragment eines Wollnashorns sowie ein durch Geröllmassen geschliffener Körperteil eines Mammuts. Zu sehen sind außerdem geologische Besonderheiten wie der "Tropfenboden", Eiskeile, Podsole und Sandverwehungen.

### Die Bronzezeit
(ca. 2100 bis 800 v. Chr.)

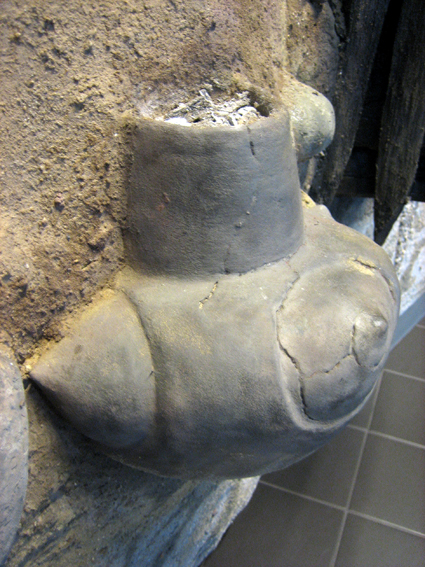
Urnenbestattung in einem Buckelgefäß der Lausitzer Kultur

Nachweisbar ist eine kontinuierliche Besiedlung nach der Eiszeit von der Mittelsteinzeit bis zur Völkerwanderungszeit. Nachdem sich die ersten Bauern in der Jungsteinzeit ansiedelten, entwickelte sich in der Bronzezeit die Metallurgie. Die alpinen Metallerzvorkommen erforderten die Intensivierung der Handelskontakte und bewirkten einen verstärkten Austausch von Wissen. Dies führte zu einer Veränderung kultureller Räume und religiöser Vorstellungen. Im Diorama dargestellt ist eine Urnenbestattung in einem Buckelgefäß der Lausitzer Kultur aus der Zeit um 1400 v. Chr.

### Die Slawen
(ca. 700 bis 1150 n. Chr.)

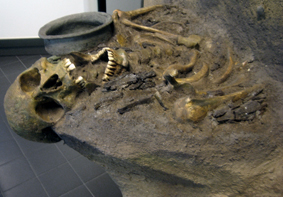
Spätslawische Körperbestattung

Als slawische Einwanderer aus Osteuropa das Gebiet zwischen Elbe und Oder besiedelten, fanden sie verlassenes, ödes Land vor. Sie kultivierten es erneut und prägten die Landschaft mit ihrer Kultur zwischen Elbe und Oder für ein halbes Jahrtausend. Im 11. und 12. Jahrhundert geriet dieses Gebiet zunehmend unter deutschen, christlichen Einfluss, so dass die slawische Kultur zunehmend verdrängt wurde. Stellvertretend dafür steht das spätslawische Körpergrab.

### Das deutsche Mittelalter
(ca. 1150 bis 1500 n. Chr.)
Mit dem Tod des letzten Hevellerfürsten Pribislaw-Heinrich 1150 und der anschließenden Gründung der Mark Brandenburg durch Albrecht den Bären begann für diese Region die deutsche Herrschaft. Neuerungen in der Landwirtschaft ermöglichten die Besiedlung der trockenen Hochflächen. Hausbau und Befestigungswesen wurden geprägt durch die Einführung des Fachwerks. Bedeutende Veränderungen brachten die Stadtgründungen, die Christianisierung wurde durch die Klöster vorangetrieben. Das Diorama zeigt neben mittelalterlichen Schichten einen Erdkeller mit der typischen Holzkonstruktion.

### Die Neuzeit
(ab ca. 1500 n. Chr.)

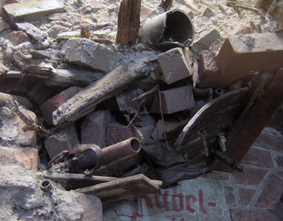
Kellereinsturz

In der Neuzeit kommt es zu einer Abkehr vom mittelalterlichen Weltbild und dessen Ordnungsvorstellungen. Zahlreiche Entdeckungsfahrten und die Gründung von Kolonien führten schließlich zu einer weltumspannenden Kommunikation und zu einem weltweiten Wirtschaftsmarkt. Besonders einschneidende Ereignisse sind die Reformation ab 1517, der Dreißigjährige Krieg 1618–1648, die um 1770 in England und um 1835 in Deutschland beginnende industrielle Revolution und die beiden Weltkriege. Die Kellernische im Großdiorama steht exemplarisch für die Nutzung vom späten Mittelalter bis in die Gegenwart.

## Herstellung
Das Stratorama wurde von dem Brandenburger Künstler Thomas Bartel im Zeitraum von Mai 2009 bis Mai 2010 angefertigt. Während seiner vorangegangenen fünfjährigen Assistenz bei Ausgrabungen in und um Brandenburg/Havel konnte Bartel Erfahrungen mit der Materie und den Erdschichten sammeln. Die zu gestaltende Oberfläche beträgt 33 m² zuzüglich der aufgesetzten Häuserkulisse. Die Schichtenfolge wurde auf einer Skizze erarbeitet. Die Funde in den Erdschichten, wie Keramikscherben oder Knochen, wurden nachgeahmt, ebenso die Naturmaterialien wie Steine und Pflanzen. Aus statischen und gestalterischen Gründen bestehen 98 % des Dargestellten, wie Mauern, Feldsteine, Gefäße, Skelett usw., aus künstlichen Materialien. Die einzelnen Erdschichten wurden durch einen mit Mineralien eingefärbten, speziellen Fugenmörtel nachgebildet und mit dem Spachtel oder den Fingern aufgetragen. Andere Bestandteile wie Steine oder Ziegel wurden aus Styropor oder Styrodur geschnitten und dann farblich realistisch gestaltet. Ziel dabei war es die Platten so leicht wie möglich zu halten und somit die Statik zu sichern. Fixiert wurden die Platten mit
Schrauben.